# Французьке вторгнення в Португалію (1807)
Вто́ргнення в Португа́лію 1807 року — похід військ Французької імперії до Португальського королівства. Відбувся протягом 19 — 30 листопада 1807 року, за правління імператора Наполеона у Франції та принца-регента Жуана в Португалії.
Причинами походу була підтримка португальцями Великої Британії, основного ворога французів. Розпочався попри прийняття офіційним Лісабоном ультимативних вимог Парижа. Проводився силами Жирондського корпусу під командуванням генерала Жана-Андоша Жюно, у співпраці з трьома дивізіями Іспанського королівства. Паралізував португальський уряд, що не зміг організувати оборону країни і мобілізувати війська. Завершився безкровним здобуттям Лісабона, повною окупацією континентальної Португалії та втечею принца-регента і його двору до Бразилії. Був увертюрою Піренейської війни, складовою Наполеонівських воєн. Одна з найганебніших сторінок військової історії Португалії. Також — пе́рше вто́ргнення Франції в Португа́лію.

## Передумови
Війна четвертої коаліції (1806—1807) завершилася перемогою імператора Франції Наполеона. У цій війні Португалія неофіційно підтримувала його давнього противника — Велику Британію. Португальці були союзниками британців від часів середньовіччя: вели з ними торгівлю і надавали свої порти для базування британського флоту. Португальський принц-регент Жуан, що правив від імені своєї душевнохворої матері-королеви Марії І, відмовився приєднатися до континентальної блокади Британії. Через це Наполеон прагнув покарати португальців, знищити їх флот, а також використати їхню країну як плацдарм для втручання в іспанські справи.
19 липня 1807 року Наполеон передав через португальського посла в Парижі вимогу, аби офіційний Лісабон до 1 вересня закрив усі свої порти для британських суден. Через півмісяця, 2 серпня, французи сформували Жирондський обсерваційний корпус з метою майбутнього підкорення Португалії. Французька влада арештувала усі португальські кораблі в своїх портах, а 23 вересня імператор офіційно заявив португальському міністру у Франції, що збирається скинути Браганський дім з португальського трону.
12 серпня 1807 року французький і іспанський посли передали ультимативні ноти своїх країн португальському принцу-регенту Жуану, вимагаючи розірвати португальсько-британський союз. Португалія мусила оголосити війну Великій Британій, передати португальський флот у розпорядження Франції й Іспанії, припинити торгівлю з британцями і арештувати усіх британських підданих, які перебувають в Португалії та її колоніях. Регент погодився розірвати дипломатичні відносини з Лондоном і закрити порти, але відмовився арештовувати британців та їхнє майно.
Наполеон вважав заходи регента недостатніми і використав невиконання ультиматуму для розв’язання війни. 30 вересня посли Франції й Іспанії покинули Лісабон.12 жовтня 1807 року французький корпус Жюно перейшов річку Бідасоа на північному французько-іспанському кордоні, в районі Іруна, й рушив до Португалії.
27 жовтня 1807 року, Франція й Іспанія уклали таємну Фонтенблоську угоду, що передбачала поділ Португальського королівства. Згідно з угодою, французи мали отримати центральну частину з Лісабоном. На півночі поставало Королівство Північної Лузітанії на чолі з Карлосом-Луїсом Етрурійським, а на півдні — Алгарвське князівство Мануеля Годоя. Ймовірно, Наполеон не збирався дотримуватися умов угоди; окупація Португалії була лише увертюрою до підкорення самої Іспанії.

## Сили сторін

### Франція. Іспанія

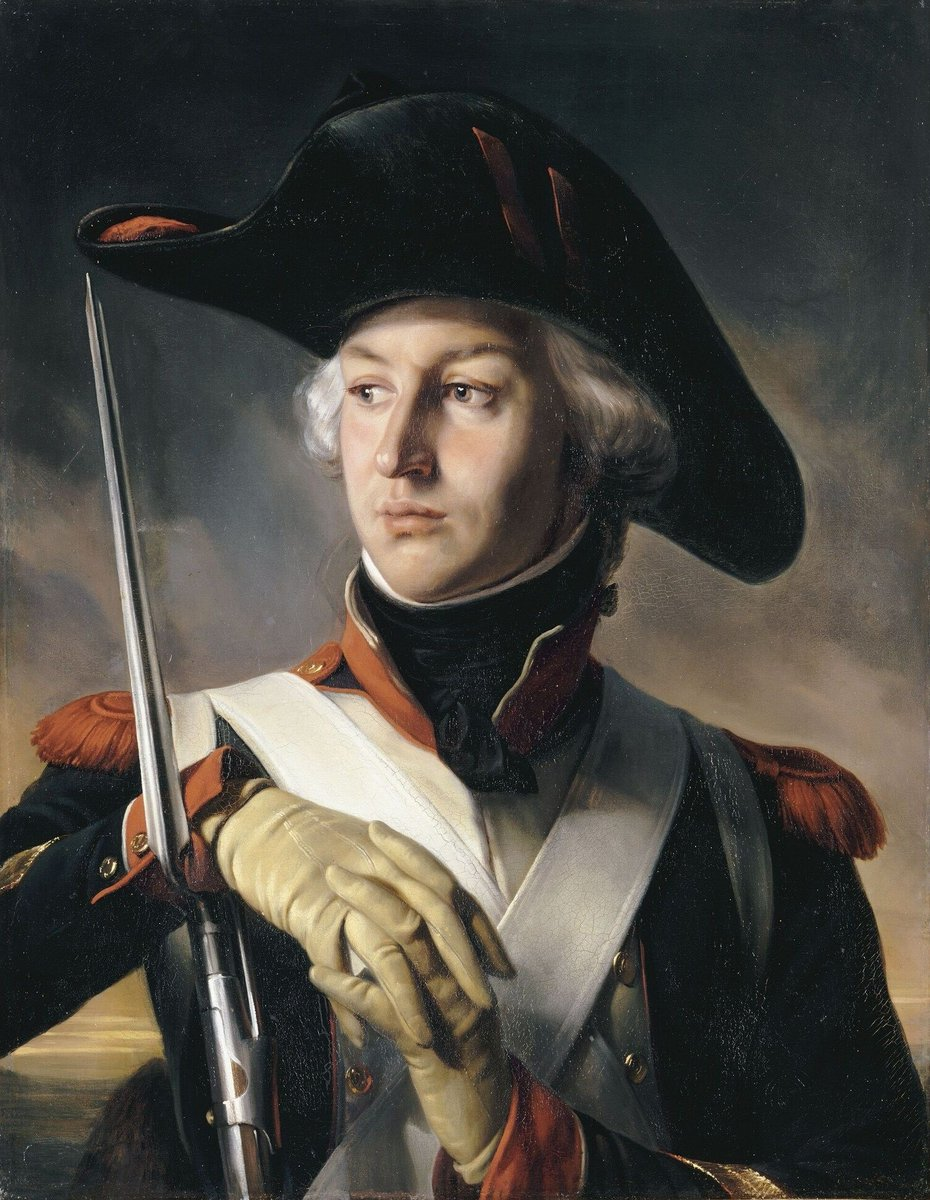
Жан-Андош Жюно

Французький корпус для завоювання Португалії очолив генерал Жан-Андош Жюно. Він працював французьким послом у Лісабоні в 1805 році, тому й отримав призначення на пост командира частини. Генерал славився бойовими якостями, був активним офіцером, але не мав талантів стратега. Наполеон обіцяв йому герцогський титул і маршальський жезл, якщо Португальський похід завершиться успішно.
Корпус нараховував 24 918 чоловік. До його складу входив кавалерійський дивізіон під командуванням генерала Франсуа-Етьєна де Келлермана, а також три піхотні дивізії генералів Анрі-Франсуа Делаборда, Луїса-Анрі Луазона і Жана-П'єра Траво. Головою штабу був бригадний генерал Поль Тьєбо. Третину корпусу складали ветерани Наполеонівських воєн — близько 17 тисяч вояків.
Кавалерійський дивізіон, числом 1754 чоловік, складався з семи полків: одного кінно-єгерського і шести драгунських. 1-ша дивізія нараховувала 7848 чоловік і складалася з семи батальйонів: одного швейцарського і шести французьких. 2-га дивізія складалася з 8481 чоловіка, поділених на вісім батальйонів: один швейцарський і сім французьких. Остання 3-я дивізія мала 5538 чоловік. До неї входив Ганноверський легіон (703 чоловік) та сім французьких батальйонів. Артилеристи, сапери, інженери та інший персонал становив 1297 чоловік .
Згідно з таємним Фонтеблоським договором Іспанія мусила виділити для підтримки корпусу Жюно 25-тисячний контингент. Він складався з трьох дивізій під командування генералів Таранко, Солано і Караффи. 1-а дивізія Таранко числом 6,5 тисяч мусила маршувати на Віго й захопити Порту на півночі Португалії. 2-га дивізія капітан-генерала Солано, що складалася з 9,5 тисяч вояків, прямувала до Бадахоса й повинна була узяти Елваш. 3-я дивізія Караффи у 9,5 тисяч рушала до Саламанки і Сьюдада-Родріго, звідки повинна була координувати свої дії з французьким корпусом.

### Португалія
На початку ХІХ століття португальська піхота була організована у 27 полків, три з яких перебували у колоніях. Португальські континентальні полки називалися Ліпський, Албукеркський, Мінаський, 1-й Армадський, 2-й Армадський, Каскайський, Сетубальський, Пенішський, 1-й Елваський, 2-й Елваський, Серпський, 1-й Олівенський, 2-й Олівенський, Кампу-Майорський, Каштелу-де-Відський, Лагуський, Фарський, 1-й Портський, 2-й Портський, Віанський, Валенсійський, Алмейдський, Жена-Майорський і Браганський полки. Існував також окремий піхотний підрозділ — Алорнський легіон.
Португальська кіннота поділялася на 12 кавалерійських полків, що мали кірасирське озброєння. Це були Каешський, Алкантарський, Мекленбурзький, Елваський, Еворський, Мойрівський, Олівенсівський, Алмейдський, Каштелу-Бранкський, Мірандійський, Шавеський і Браганський полки. У складі Алорнського легіону існував кавалерійський загін, що носив гусарську форму.
Модернізацію португальських збройних сил розпочав 1762 року німецький граф Вільгельм Шаумбург-Ліппе. Проте його починання закінчилися провалом через корупцію португальського військового чиновництва. Видачою солдатської платні й провізії займалися полковники і капітани частин, які наживалися на постачанні через власну низьку зарплату. Тренування не проводилися, а реєстри солдатів мали багато «мертвих душ». Розкрадання військового майна набуло таких масштабів, що португальські кавалерійські частини мали коней лише номінально, а військові склади фактично були пустими.
Слабкість португальських збройних сил була засвідчена поразкою 1801 року в Апельсиновій війні. Через це офіційний Лісабон взявся проводити негайні реформи у військовій сфері. Зокрема, 24 континентальні піхотні полки посилили додатковими батальйонами. Роти укрупнили від 116 до 150 солдатів, хоча число самих рот в батальйоні скоротили з 7 до 5. Чисельність вояків у кінних полках підвищили до 470 чоловік, а кірасирське озброєння скасували. Три старі артилерійські полки в 989 чоловік збільшили до чотирьох і запровадили артилерійські батареї в 10 стратегічних фортецях.
За підсумком реформ війська Португалії нараховували 48 396 вояків, з яких 36 тисяч становили лінійні піхотинці, 5,64 тисячі — лінійна кавалерія, 3959 — артилеристи, 1300 — фортечна обслуга, 1500 — легіонери та інженери. Проте фактично, через збереження системної корупції, напередодні французької інвазії 1807 року реальні сили португальців становили лише 20 тисяч вояків.

## Похід

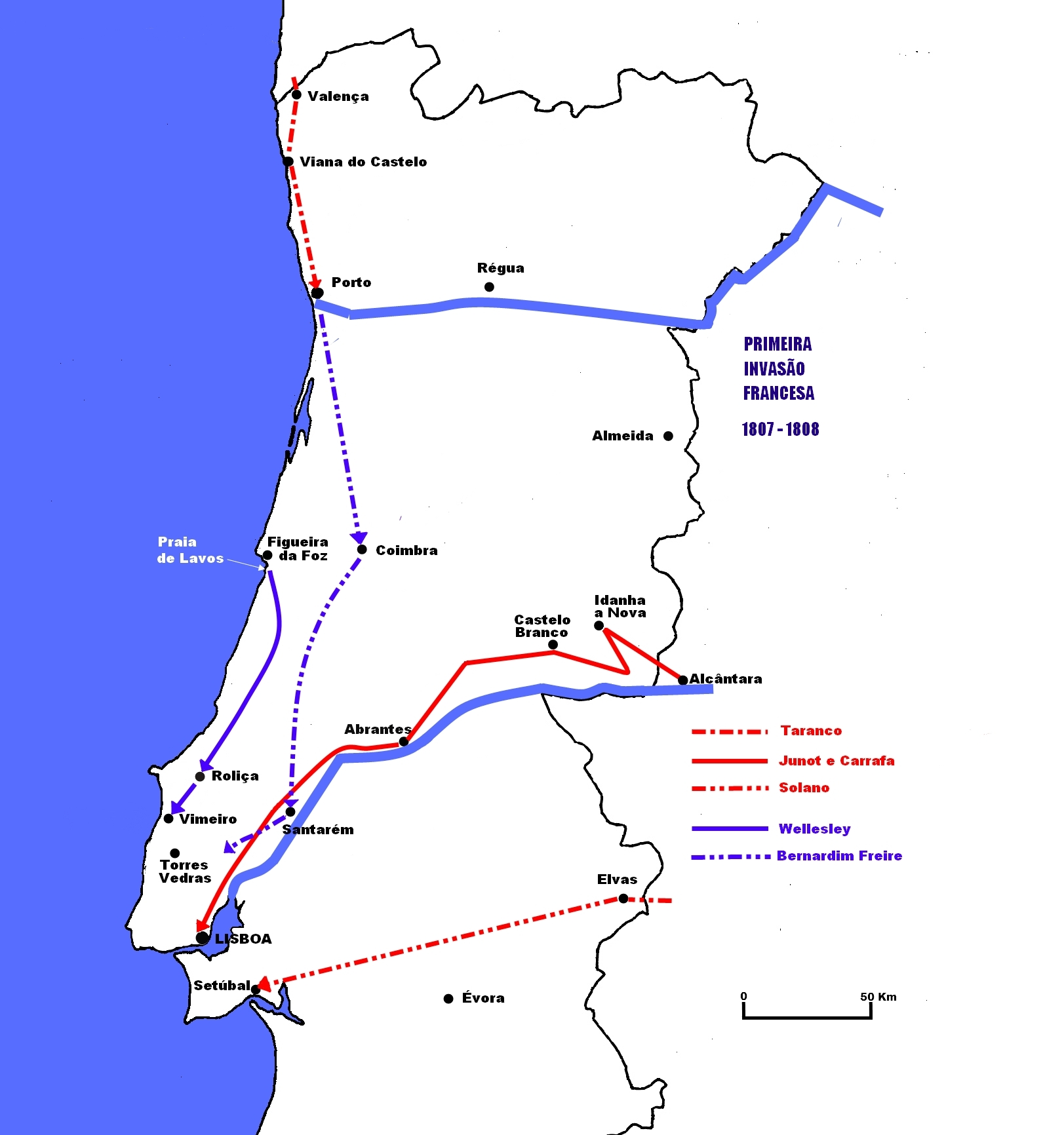
План вторгнення

### Марш Іспанією
12 листопада 1807 року французький корпус Жюно вступив до Саламанки у Західній Іспанії, подолавши відстань у півтисячі кілометрів за 25 днів. На марші французькі інженери збирали інформацію про іспанські стратегічні пункти і фортеці, тайкома від своїх іспанських союзників.
Того ж дня Жюно отримав наказ від Наполеона прискорити наступ на Португалію, через можливе втручання Великої Британії та потенційний опір португальців. За початковим планом вторгнення мусило проходити 300-кілометровим коридором між Алмейдою і Коїмброю. Проте згідно з імператорським наказом генерал повинен був міняти курс й рухатися коротшим шляхом у 200 км від Алькантари до португальських теренів, вздовж річки Таг. Цей шлях пролягав через гористі малозаселені землі з поганими дорогами. Попри це Наполеон наполягав саме на ньому, заявляючи, що не дозволяє військам затримуватися, а ні на день, і що корпус із «20 тисяч чоловік може прогодувати себе будь-де, навіть у пустелі».
П'ять днів під холодним дощем корпус Жюно йшов маршем до Алькантари, південніше Сьюдада-Родріго, через перевал Пералес. Перехід був тяжким: половина усіх коней померла, чверть солдатів розбіглася, всю артилерію, за винятком 6 гармат, довелося залишити позаду. В Алькантарі генерал конфіскував амуніцію і провізію в місцевих іспанських військ, які охороняли міст через річку Таг.

### Вторгнення в Португалію
19 листопада 1807 року французьке військо вдерлося в Португалію і рушило в напрямку Лісабона. Португальські дороги виявилися гірше іспанських. Єдиним великим містом на шляху було Каштелу-Бранку.
23 листопада французький авангард був змушений зупинитися в Абрантеші через безперервний дощ. Тилові частини корпусу прибули туди 26 числа. Французька артилерія скоротилася до 4 іспанських гармат на кінних фурах. Половина війська втратила бойовий дух і розійшлась по окрузі для мародерства.
Тим часом португальський уряд піддався паніці. Спочатку принц-регент Жуан був переконаний, що Наполеон насправді не збирається скидати його династію з трону. Проте після того як ворожі наміри французької сторони стали очевидними, переляканий португальський правитель 20 жовтня оголосив війну Великій Британії, а 8 листопада арештував декількох британських підданих. Незважаючи на ці кроки, королівський двір в Лісабоні став отримувати тривожні донесення про просування французького корпусу до Лісабона через Іспанію. У цій ситуації уряд Жуана так і не спромігся мобілізувати португальські регулярні війська, чи навіть зібрати національно ополчення для захисту країни.
Невдовзі британська ескадра під командуванням адмірала Сінднея Сміта прибула до Лісабона й оголосила принцу-регенту, що взяла в блокаду столичний порт. Це було зроблено через присутність там російської ескадри адмірала Дмитра Сєнявіна, яка могла захопити португальський флот (14 лінкорів, 11 фрегатів і 7 малих кораблів) і здати його Наполеону.
Між тим в Абрантеші генерал Жюно зустрівся із емісаром принца-регента Жуана. Намагаючись уникнути окупації, посол пропонував різні принизливі умови капітуляції. Це лише заохотило генерала до більш рішучих дій, оскільки він зрозумів, що португальці не здатні опиратися. Він організував 4 батальйони з-поміж найкращих боєздатних вояків, і рушив прямо на португальську столицю.

### Взяття Лісабона

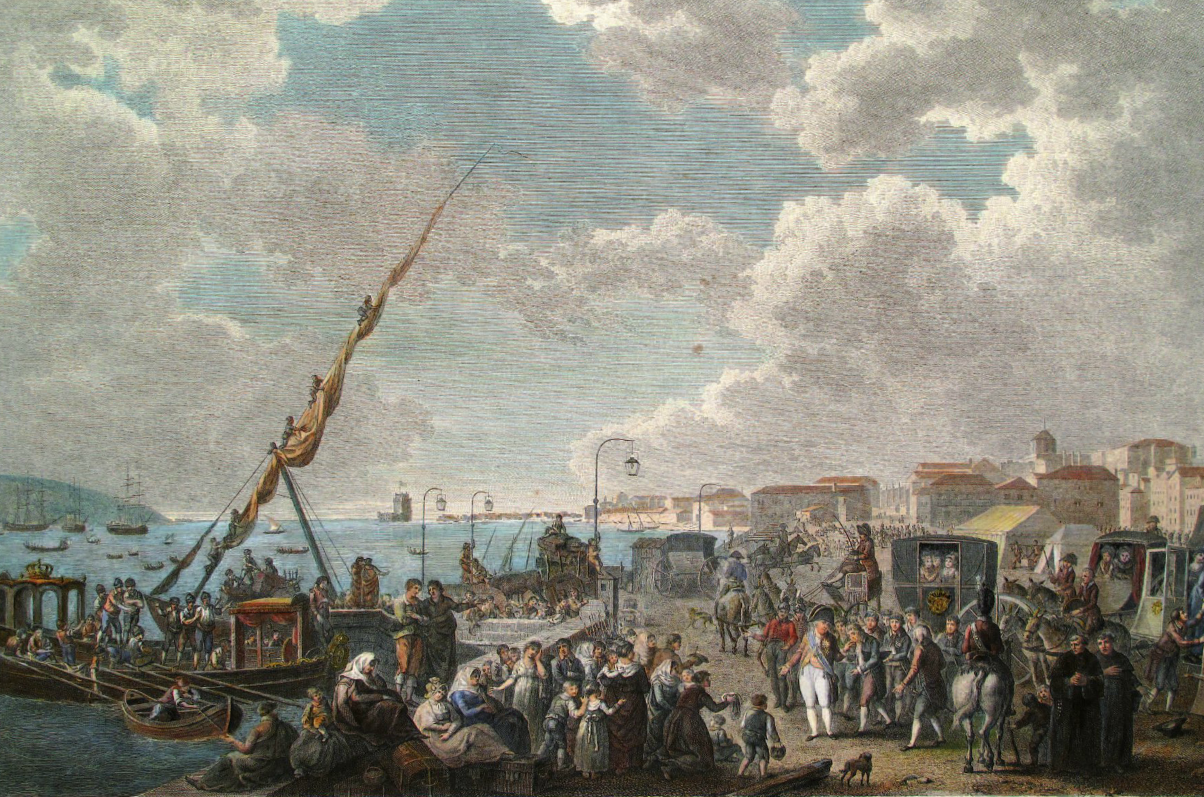
Втеча принца-регента Жуана і його двору до Бразилії

30 листопада півтори тисячі французьких вояків, без гармат і кавалерії, з промоклими патронами і подертою формою, взяли Лісабон. Місто здалося без єдиного пострілу. Рештки французького корпусу дійшли до столиці лише за десять днів. Французька артилерія затримувалася в дорозі ще довше. Кавалеристи, які втратили своїх скакунів, експропріювали коней у місцевого населення.
Хоча Жюно захопив Лісабон, він упустив свою здобич. Поки французькі війська наближалися до столиці, принц-регент Жуан вагався — беззастережно капітулювати чи тікати до Бразилії. Коли ж британський адмірал Сміт показав йому газету «Paris Moniteur» від 13 жовтня, де проголошувалося повалення Браганського дому, португальської правлячої династії, регент вирішив тікати. Жуан посадив на судна всю свою родину, членів двору, державний архів і скарбницю, і 29 листопада, в супроводі грандів, шляхти і купців, відплив до Бразилії на 15 військових і 20 транспортних кораблях. Від’їзд відбувався так поспішно і безладно, що утікачі забули 14 фір зі скарбами у Лісабонському порту.

## Окупація

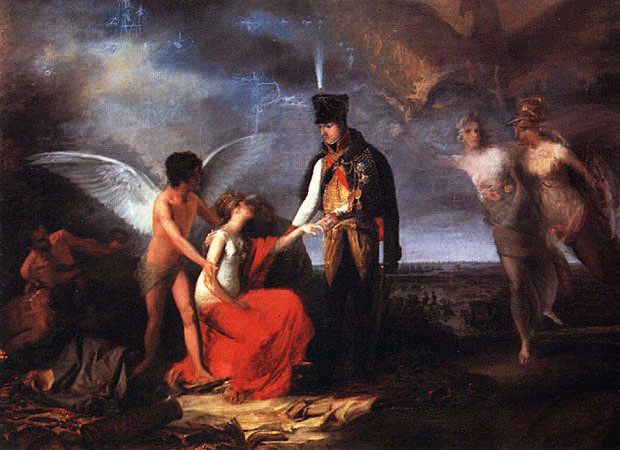
Жюно захищає Лісабон (1808)

2 грудня 1807 року іспанська дивізія Солано вторглася до Португалії. 13 грудня вояки іспанського генерала Таранко здобули Порту. Португальці не чинили жодного спротиву, за винятком Валенси. Її губернатор спочатку відмовився відчинити міські ворота іспанцям, але, дізнавшись про падіння Лісабона й втечу уряду, здався на милість переможців.
Португальське чиновництво продовжило служити французькій окупаційній владі, як до того служило Браганському дому. Відчай і невдоволення панували лише серед простого люду. Так, 13 грудня 1807 року, коли генерал Жюно заборонив португальську символіку в Лісабоні й здійняв на громадських будівлях французькі прапори, в столиці спалахнув бунт. Його учасників швидко розігнала французька кавалерія.
Жюно скоротив португальські збройні сили, звільнивши усіх хто служив менше півтора року. Решта португальських вояків, які не спромоглися захистити батьківщину, були кинуті окупантами на захист французьких інтересів в Європі. Окупанти також сформували окремий Португальський легіон з трьох піхотних батальйонів (1471 чоловік) і двох кавалерійських ескадронів (133 чоловіки) . Дев’ять частин цього легіону перевели до Північної Німеччини для несення гарнізонної служби. Інші два підрозділи — 265 солдатів 5-го піхотного полку і 288 солдатів Касадорського полку — брали участь у штурмах Сарагоси 2 серпня 1808. Легіонери воювали на боці французів у битві при Ваграмі в липні 1809 року, а також брали участь у Російському поході Наполеона 1812 року.
У перші місяці окупації Португалії генерал Жюно намагався тримати ситуацію під контролем і не збурювати підкорене суспільство. Ці намагання поховав Наполеон, який наказав йому конфіскувати майно 15 тисяч португальців, що втекли до Бразилії, а також стягнути з тих, хто лишилися, контрибуцію в 100 мільйонів французьких франків. Внаслідок цього зросла кількість біженців до португальських колоній, які забирали своє рухоме майно і коштовності.
Французи не мали достатньо фінансів на утримання окупаційних військ, тому підняли податки. Це спричинило ріст невдоволення серед населення. У січні 1808 року окупанти провели серію показових екзекуцій над тими, хто чинив опір новій владі. Хоча стан справ у Португалії був вибухонебезпечним, не було лідерів, які б могли очолити  визвольну боротьбу. Крім цього на початку 1808 року корпус Жюно отримав поповнення з 4 тисяч солдат, сягнувши 25 тисяч чоловік.
Ситуація в Португалії змінилася після Мадридського повстання в травні 1808 року. Франція й Іспанія опинилися у стані війни. 6 червня того ж року новини про повстання долетіли до Порту, де перебували 6 тисяч іспанських військ під командуванням генерала Белести, заступника покійного Таранко. Іспанці негайно покинули португальські терени, щоб битися проти французів. У зв’язку з цим в червні на північному заході й крайньому півдні Португалії спалахнули ряд повстань проти окупантів. На початку серпня в Мондезькій затоці висадився 9-тисячний контингент британців під командуванням генерала Артура Веллслі.